# Deuxième circonscription de la préfecture de Nara
La deuxième circonscription de la préfecture de Nara (奈良県第2区, Nara-ken dai-ni-ku) est l'une des trois circonscriptions législatives que compte la préfecture de Nara au Japon.

## Description géographique
Entre 1994 et 2013, la deuxième circonscription de la préfecture de Nara regroupait les villes de Yamatokōriyama, Tenri et Ikoma et les districts de Yamabe et Ikoma.
Entre 2013 et 2017, elle comprenait les mêmes unités administratives et une partie de la ville de Nara.
Depuis 2017, elle réunit les villes de Yamatokōriyama, Tenri et Kashiba, une partie de la ville de Nara et les districts de Yamabe, Ikoma, Shiki et Kitakatsuragi,.

## Députés
| Législature | Début de mandat | Fin de mandat | Député élu            | Parti politique | Parti politique |
| ----------- | --------------- | ------------- | --------------------- | --------------- | --------------- |
| 41e         | 1996            | 2000          | Makoto Taki (ja)      |                 | PLD             |
| 42e         | 2000            | 2003          | Makoto Taki (ja)      |                 | PLD             |
| 43e         | 2003            | 2005          | Tetsuji Nakamura (ja) |                 | PDJ             |
| 44e         | 2005            | 2009          | Sanae Takaichi        |                 | PLD             |
| 45e         | 2009            | 2012          | Makoto Taki           |                 | PDJ             |
| 46e         | 2012            | 2014          | Sanae Takaichi        |                 | PLD             |
| 47e         | 2014            | 2017          | Sanae Takaichi        |                 | PLD             |
| 48e         | 2017            | 2021          | Sanae Takaichi        |                 | PLD             |
| 49e         | 2021            | 2024          | Sanae Takaichi        |                 | PLD             |
| 50e         | 2024            | -             | Sanae Takaichi        |                 | PLD             |